# Liberato Firmino Sifonia
Liberato Firmino Sifonia   (Ginebra, 6 de febrer de 1917 - Lanciano, 24 de desembre de 1995) va ser un compositor italià.
De pare italià, contrabaixista i mare francesa, va completar els seus estudis literaris i musicals al Principat de Mònaco; posteriorment, va assistir a classes magistrals a França amb Alfred Cortot, Lazare Lévy i Claude Delvincourt. També va ser estudiant de Goffredo Petrassi a l'Acadèmia Nacional de Santa Cecília a Roma, institució on va obtenir el seu diploma de composició. Els seus companys de curs inclouen Boris Porena, Ennio Morricone i Domenico Guaccero.
Entre el 1953 i el 1958 va ser el responsable de la programació musical del tercer canal de la RAI. Va ensenyar composició al Conservatori de Perusa des del 1958 fins al 1965, en el de Bolonya entre 1965 i 1969, per convertir-se llavors en director dels conservatoris de Pescara i Florència entre el 1977 i el 1987.
El 1962 va ser nomenat secretari del Comitè Nacional d'Itàlia de Música de la UNESCO.

## L'estil
Sifonia es va adherir a la tècnica serial als voltants dels anys cinquanta, sense inclinar-se, però, cap al radicalisme dels corrents de la Nova Música i va aconseguir amb èxit una comunicació efectiva i immediata. La seva interpretació personalitzada del serialisme li ha proporcionat pàgines suggeridores de meritori artístic indubtable, en les quals sorgeix una cura especial per a la instrumentació (sobretot en concerts en solitari). És autor de molts assajos d'anàlisi simfònica, vocal, coral i musical.

## Principals composicions
- Choeurs de Mallarmé per a un cor a cappella (1950)
- Obertura per a petita orquestra (1951)
- Música per a tres cors (1952)
- Blues per a clarinet i piano (1957)
- Paràfrasi per a 2 pianos (1959)
- Concert per a contrabaix, instruments de vent, percussió i piano (1961 al Teatro La Fenice de Venècia)
- Dos concerts per a violí i piano (1961)
- Cànons per a cinta magnètica (1961)
- Terra per a 3 arcs, 3 instruments de vent i piano (1962)
- Concert per a viola i orquestra (1964)
- Totems per 11 cordes (1969)
- Cantus for voice, 6 instruments de vent i piano (1974)
- Concertino per a viola, violí, violoncel, contrabaix i cordes (1976)
- Memòria per a 14 instruments de vent, piano, percussió i cinta magnètica (1976)
- Septuor per a 2 instruments de vent, quartet de corda i clavicèmbal (1984)
- Pròleg per a dues veus, corn i cinta magnètica (1987).